# Distretto di Çınar
Il distretto di Çınar (in turco Çınar ilçesi) è uno dei distretti della provincia di Diyarbakır, in Turchia.